# Shunya
Shunya je třetí studiové album norské sympho-blackmetalové kapely Wallachia. Vydáno bylo v roce 2012 hudebním vydavatelstvím Debemur Morti Productions. Autorkou obalu je rumunská umělkyně Laura Sava, která vytvářela obal i předchozího alba Ceremony of Ascension.

## Seznam skladeb
1. "Dual Nothingness" (4:10)
2. "Gloria in Excelsis Ego" (4:11)
3. "Ksatriya" (4:56)
4. "Enlightened by Deception" (4:42)
5. "Hypotheist" (6:20)
6. "Nostalgia Among the Ruins of Common Sense" (4:31)
7. "Harbinger of Vacuumanity " (4:32)
8. "Emotional Ground Zero " (7:33)

## Sestava
- Lars Stavdal – vokály, kytara, baskytara
- Thomas Kocher – bicí, perkuse
- Alruna – viola, housle
- Stefan Traunmüller – doprovodné vokály
- Caroline Oblasser – violoncello